# أولاد اعمر شتوكة (شتوكة)
أولاد اعمر شتوكة هي إحدى مشيخات المملكة المغربية، تتبع جغرافيا لإقليم الجديدة وإداريًا لشتوكة. يقدر عدد سكانها بـ 5330 نسمة حسب الإحصاء الرسمي للسكان والسكنى لسنة 2004.